# Halucinogeni
Halucinogeni (psihotomimetici, psihodisleptici) su psihoaktivne tvari koje izazivaju halucinacije te uzrokuju promjene u percepciji,mišljenju, raspoloženju i svijesti.

## Povijest
Prvi primitivni ljudi od susreta s biljnim svijetom otkrili su i neke biljke koje izazivaju slušne, vidne, taktilne te mnoge druge psihičke i osjetne poremećaje odnosno halucinacije. Možda su baš halucinogene biljke bile uvod u predodžbe božanstva, nadnaravne sile i pojava koje prepoznajemo u slikama ljudskih prvih spiljskih nastambi. Bolesti, vulkani, potresi i smrt pripisani su duhovima i moćnim silama koje su štovali dok plemenski vračevi, prvi svećenici halucinogeno bilje uz ostalo su koristili za prepoznavanje i liječenje bolesti ili tjeranje uroka. Tek u modernog čovjeka prepoznato je da halucinogeni učinci uzrokuju kemijski sastojci u obožavanim biljkama. Znanstvenici su početkom dvadesetog stoljeća svrstali takve kemijske supstance u grupu koja je dobila naziv fantastici, shizofreni, psihodelici, halucinogeni itd.  
Pedesetih godina u zapadnjački život uvedeni su i prepoznati halucinogeni, te su smatrani kao mogući potencijalni djelovatelji u razvoju osobnosti, medicinskoj upotrebi te vrlo pozitivno na cijelo društvo ali bio je tu i veliki skepticizam s uvjerenjem da su halucinogeni najopasnije tvari, samouništavajući i supstance s učinkom dvosjeklog mača. Otkrićem LSD-a pridonijelo je početku masovne uporabe u široj populaciji ljudi, koji su stvorili supkulturu s filozofijom slobode, umjetničkog izražavanja, načinom življenja, pacifističkog-političkog istupanja.

## Podjela
- Psihodelici ("klasični" halucinogeni)
  - Derivati feniletilamina
    - MDMA
    - MDA
    - Meskalin

  - Derivati triptamina
    - DMT
    - LSD
    - Psilocibin
    - Ibogain

  - THC (Kanabis)
- Disocijativi
  - Salvironin A (Salvia divinorum)
  - Ketamin
  - Fenciklidin (PCP)
  - DXM
  - Ibotenska kiselina i muscimol (muhara)
- Delirianti
  - Atropin
  - Skopolamin

Razlikujemo tri glavna tipa halucinogena - psihodelike, disocijative i deliriante.
Naziv psihodelik potječe od grčkih riječi ψυχή (psychê) - um i δηλος (dêlos) - otkriti, te opisuje one supstance koje imaju sposobnost da "otkriju skrivene, ali stvarne aspekte čovjekovog uma". Tipičan primjer je LSD ("trip"), jedna od najjačih halucinogenih droga. 

Glavna karakteristika disocijativa jest da uzrokuju disocijaciju (gubitak sjećanja, svijesti o osobnosti i okolini ili kontrole tjelesnih pokreta). U disocijative ubrajamo i neke anestetike (ketamin, fenciklidin). 

Delirijanti izazivaju delirij (akutno stanje konfuzije), a nerijetko i vrlo neugodne halucinacije, zbog čega nisu popularni u rekreativnoj primjeni.

## Djelovanje
Psihodelici utječu na živčani sustav na vrlo specifičan način mijenjajući doživljaj realnosti, iskrivljujući percepciju, stvaranje iluzija, vizije svijeta u blještavilu i sjaju. Prostor i vrijeme, taktilni i slušni osjećaji su poremećeni, ljudski um doživljava potpuno novi svijet sličan snu, um oslobađa potpuno nova osjetila. Sve to može se svrstati kao duševni poremećaj prolaznog ali vrlo svjesno proživljenog. Sve navedeno može biti prožeto strahom, tjeskobom, otvorenom podsvijesti ali i zastrašujućim štoviše i stravičnim doživljajima. Halucinogeni ne mijenjaju ili djeluju na autonomni sustav većim poremećajima. U većini velikog broja djelovanja halucinogena intoksicirani je potpuno pri svijesti te sposobnost pamćenja nije blokirana. Jedino velike doze i manji broj halucinogena mogu uzrokovati konfuziju, hiperekscitaciju, amneziju, komu ali to nije specifično pravoj definiciji halucinogena. Autonomni živčani sustav ima promjene kao što su širenje zjenica, umjereno povišenje krvnog tlaka i tjelesne temperature te ubrzanje srčanog pulsa.